# Rodrigo Santoro
Rodrigo Junquira dos Reis Santoro (født 22. august 1975) er en brasiliansk skuespiller. Han har medvirket i flere succesfulde film inklusive Brainstorm (2001), Carandiru (2003), Love Actually (2003), Che (2008), I Love You Phillip Morris (2009) og Rio (2011). Han er nok mest berømt for sin rolle som Xerxes i filmen 300 (2006) og efterfølgeren 300: Rise of an Empire (2014). Han medvirkede også i tv-serien Lost hvor han spillede Paulo, og han spiller Hector Escaton i HBOs Westworld (2016).
Han har også spillet med i en Chanel No. 5 reklame med Nicole Kidman.

## Filmografi
- Focus (2015)
- Project Power (2020)